# Кемер (Жетисайський район)
Кеме́р (каз. Кемер) — село у складі Жетисайського району Туркестанської області Казахстану. Входить до складу сільського округу Шаблана Дільдабекова.
До 2008 року село називалось «Кирпичне».
Населення — 466 осіб (2021; 459 у 2009, 356 у 1999, 382 у 1989).